# 初声町下宮田
初声町下宮田（はっせまちしもみやだ）は、神奈川県三浦市にある地名。

## 地理
三浦市の中央部に位置している。

### 地価
住宅地の地価は、2023年（令和5年）1月1日の公示地価によれば、初声町下宮田字沓形1079番104の地点で7万2300円/m2となっている。

## 世帯数と人口
2023年（令和5年）9月1日現在（三浦市発表）の世帯数と人口は以下の通りである。
| 大字         | 世帯数    | 人口    |
| ------------ | --------- | ------- |
| 初声町下宮田 | 1,865世帯 | 4,926人 |

### 人口の変遷
国勢調査による人口の推移。
| 年                 | 人口  |
| ------------------ | ----- |
| 1995年（平成7年）  | 4,798 |
| 2000年（平成12年） | 4,958 |
| 2005年（平成17年） | 5,054 |
| 2010年（平成22年） | 5,177 |
| 2015年（平成27年） | 5,146 |
| 2020年（令和2年）  | 5,020 |

### 世帯数の変遷
国勢調査による世帯数の推移。
| 年                 | 世帯数 |
| ------------------ | ------ |
| 1995年（平成7年）  | 1,379  |
| 2000年（平成12年） | 1,496  |
| 2005年（平成17年） | 1,603  |
| 2010年（平成22年） | 1,790  |
| 2015年（平成27年） | 1,840  |
| 2020年（令和2年）  | 1,870  |

## 学区
市立小・中学校に通う場合、学区は以下の通りとなる（2022年12月時点）。
- 番・番地等 : 全域
  - 小学校 : 三浦市立初声小学校
  - 中学校 : 三浦市立初声中学校

## 事業所
2021年（令和3年）現在の経済センサス調査による事業所数と従業員数は以下の通りである。
| 大字         | 事業所数  | 従業員数 |
| ------------ | --------- | -------- |
| 初声町下宮田 | 109事業所 | 1,193人  |

### 事業者数の変遷
経済センサスによる事業所数の推移。
| 年                 | 事業者数 |
| ------------------ | -------- |
| 2016年（平成28年） | 94       |
| 2021年（令和3年）  | 109      |

### 従業員数の変遷
経済センサスによる従業員数の推移。
| 年                 | 従業員数 |
| ------------------ | -------- |
| 2016年（平成28年） | 717      |
| 2021年（令和3年）  | 1,193    |

## 交通

### 鉄道
- 京浜急行電鉄久里浜線
  - 三崎口駅

### 道路
- 国道134号

## 施設
- 三浦市立初声中学校
- 潮風スポーツ公園

## その他

### 日本郵便
- 郵便番号 : 238-0111[3]（集配局 : 南下浦郵便局[15]）。